# Бруно Екуеле Манга
Бруно Екуеле Манга (фр. Bruno Écuélé Manga, нар. 16 липня 1988, Лібревіль) — габонський футболіст, захисник клубу «Бельфор».
Виступав, зокрема, за клуби «Лор'ян» та «Кардіфф Сіті», а також національну збірну Габону.

## Клубна кар'єра
У дорослому футболі дебютував 2006 року виступами за «105 Лібревіль», в якій провів один сезон, після чого був помічений скаутами «Бордо» і перейшов у французький клуб. Проте у новій команді виступав здебільшого за дублюючий склад, зігравши за першу команду лише один матч в рамках Кубка УЄФА проти грецького «Паніоніса» (3:2), а в січні 2008 року був відданий в оренду в нижчоліговий «Родез».

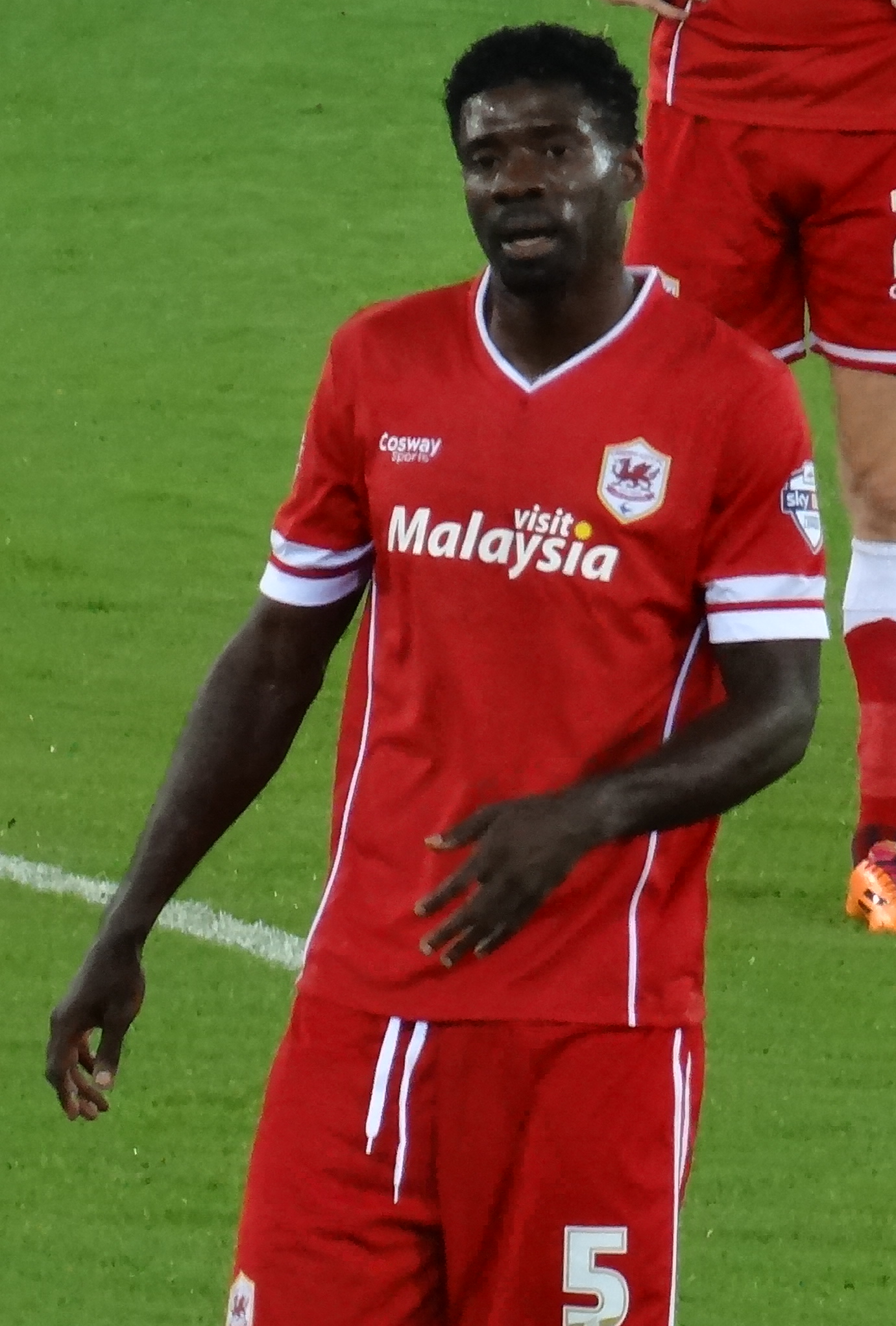
Бруно Манга під час виступів за «Кардіфф Сіті». 16 вересня 2014 року.

Влітку 2008 року перейшов у клуб Ліги 2 «Анже», де провів наступні два сезони.
Своєю грою за останню команду привернув увагу представників тренерського штабу клубу Ліги 1 «Лор'ян», до складу якого приєднався влітку 2010 року на заміну Лорану Косельні, який залишив Лор'ян і перейшов в «Арсенал». Відіграв за команду з Лор'яна наступні чотири сезони своєї ігрової кар'єри. Більшість часу, проведеного у складі «Лор'яна», був основним гравцем захисту команди.
До складу клубу англійського Чемпіоншипу «Кардіфф Сіті» приєднався 1 вересня 2014 року і у сезоні 2014/15 був визнаний найкращим гравцем року у клубі. Наразі встиг відіграти за валлійську команду 67 матчів в національному чемпіонаті.

## Виступи за збірну
У липні 2012 року Манга представляв Габон на Олімпійських іграх у Лондоні.
2006 року дебютував в офіційних матчах у складі національної збірної Габону. 
У складі збірної був учасником чотирьох Кубків африканських націй — 2010 року в Анголі, де разом з командою здобув «срібло», 2012 року у Габоні та Екваторіальній Гвінеї, 2015 року в Екваторіальній Гвінеї та Кубка африканських націй 2017 року у Габоні.
Наразі провів у формі головної команди країни 96 матчів, забивши 9 голів.